# Danse en Ukraine
 (février 2022).
La danse ukrainienne (ukrainien : Український тaнeць, transcrit. Les « tanets » ukrainiens) fait principalement référence aux danses folkloriques traditionnelles des Ukrainiens en tant que groupe ethnique, mais peuvent également faire référence à la danse des autres groupes ethniques en Ukraine. Cette forme d'art stylisée a tellement imprégné la culture ukrainienne que très peu de formes purement traditionnelles de danse ukrainienne subsistent aujourd'hui.
La danse folklorique domestique est une danse folklorique qui apparaît sur un certain territoire et qui a des caractéristiques traditionnelles typiques d'une région ou d'une nation donnée : mouvements, rythmes, costumes, etc.
Une danse folklorique de scène, mise en scène par un chorégraphe dans un collectif professionnel ou amateur pour une représentation sur scène, peut être ukrainienne, mais n'est plus une danse folklorique « populaire ».
Les principaux genres de danse de la danse folklorique ukrainienne sont la ronde, l'une des plus anciennes formes d'art de la danse folklorique, dont l'interprétation est associée aux rites du calendrier, et la danse de tous les jours, qui comprend la metelitsa (ru), le hopak, le kozachok, la huzulka (de), la kolomyika, la danse carrée, et la polka.

## Histoire pré-moderne
À en juger par les personnages représentés en mouvement sur des vases d'argile trypilliens, la danse est pratiquée sur les terres de l'Ukraine actuelle depuis au moins le troisième millénaire avant notre ère. On suppose que jusqu'à la christianisation de la Rus' de Kiev en 988, la danse a une fonction rituelle très importante dans les terres de l'Ukraine actuelle. Les rituels préchrétiens combinent la danse avec la musique, la poésie et le chant. Des vestiges de ces danses rituelles (ukrainien : Oбpядовi танці, transcrit. Obryadovi tantsi), qui survivent sous une forme limitée aujourd'hui, sont les danses du printemps, ou Vesnianky (uk), également appelées Hahilky, Hayilky, Hayivky, Yahilky ou Rohulky. Un autre événement saisonnier mettant en vedette des danses était le festival annuel de pré-récolte de la Kupala, qui reste à ce jour un thème préféré des chorégraphes ukrainiens.
Ces danses rituelles religieuses se sont avérées si fortement ancrées dans la culture du peuple avant l'introduction du christianisme, que plutôt que de tenter de les éliminer, les missionnaires chrétiens incorporent des thèmes chrétiens dans les chants et la poésie qui accompagnaient la danse, utilisant les danses pour diffuser leur religion, tout en permettant aux pas et aux formes chorégraphiques millénaires de continuer à se transmettre de génération en génération.
À peu près au moment des soulèvements cosaques en Ukraine, les danses sociales sont devenues de plus en plus populaires auprès des habitants des terres de l'Ukraine actuelle. Les danses sociales ukrainiennes (ukrainien : Побyтовi танці, transcrit. Pobutovi tantsi) se distinguent des danses rituelles ukrainiennes antérieures par deux caractéristiques : la prévalence de l'accompagnement musical sans chant et la présence accrue de l'improvisation. Les premiers gopaks et kazatchoks se sont développés en tant que danses sociales dans les zones entourant le fleuve Dniepr, tandis que les huzulka et kolomyika sont apparus dans les montagnes des Carpates à l'ouest. Finalement, les danses sociales d'origine étrangère telles que la polka et le quadrille ont également gagné en popularité, développant des variations distinctes après avoir été interprétées par des danseurs et des musiciens autochtones doués pour l'improvisation.
Le troisième type majeur de danse folklorique ukrainienne qui s'est développé avant l'ère moderne sont les danses thématiques ou d'histoire (ukrainien : Cюжетнi танці, transcrit. Siuzhetni tantsi). Les danses d'histoire incorporent un niveau artistiquement sophistiqué de pantomime et de mouvement qui divertit le public. Les danses d'histoire thématiques racontent l'histoire d'un groupe particulier de personnes à travers des mouvements qui imitaient leur travail; ces danses comprenaient le shevchyky (ukrainien : Шeвчики, « les tailleurs »), kovali (ukrainien : Koвaлi, « les forgerons »), et kosari (ukrainien : Kocaрi, « les faucheurs »).
Au tournant du XVIIIe siècle, bon nombre de ces danses traditionnelles commencent à être exécutées, ou évoquées thématiquement, par un commerce théâtral florissant. Les théâtres paysans ou serfs divertissaient les peuples indigènes subjugués de l'Ukraine actuelle, qui restaient relégués aux classes sociales inférieures dans leur propre pays, tandis que leurs dirigeants étrangers vivaient souvent somptueusement en comparaison, important des artistes étrangers et leurs danses. C'est dans ce contexte que la mise en scène des danses folkloriques ukrainiennes, qui dépeignaient les idéaux d'une société agraire, gagne encore plus en popularité auprès de la population indigène, ce qui fait du théâtre une occupation florissante.

## Histoire moderne

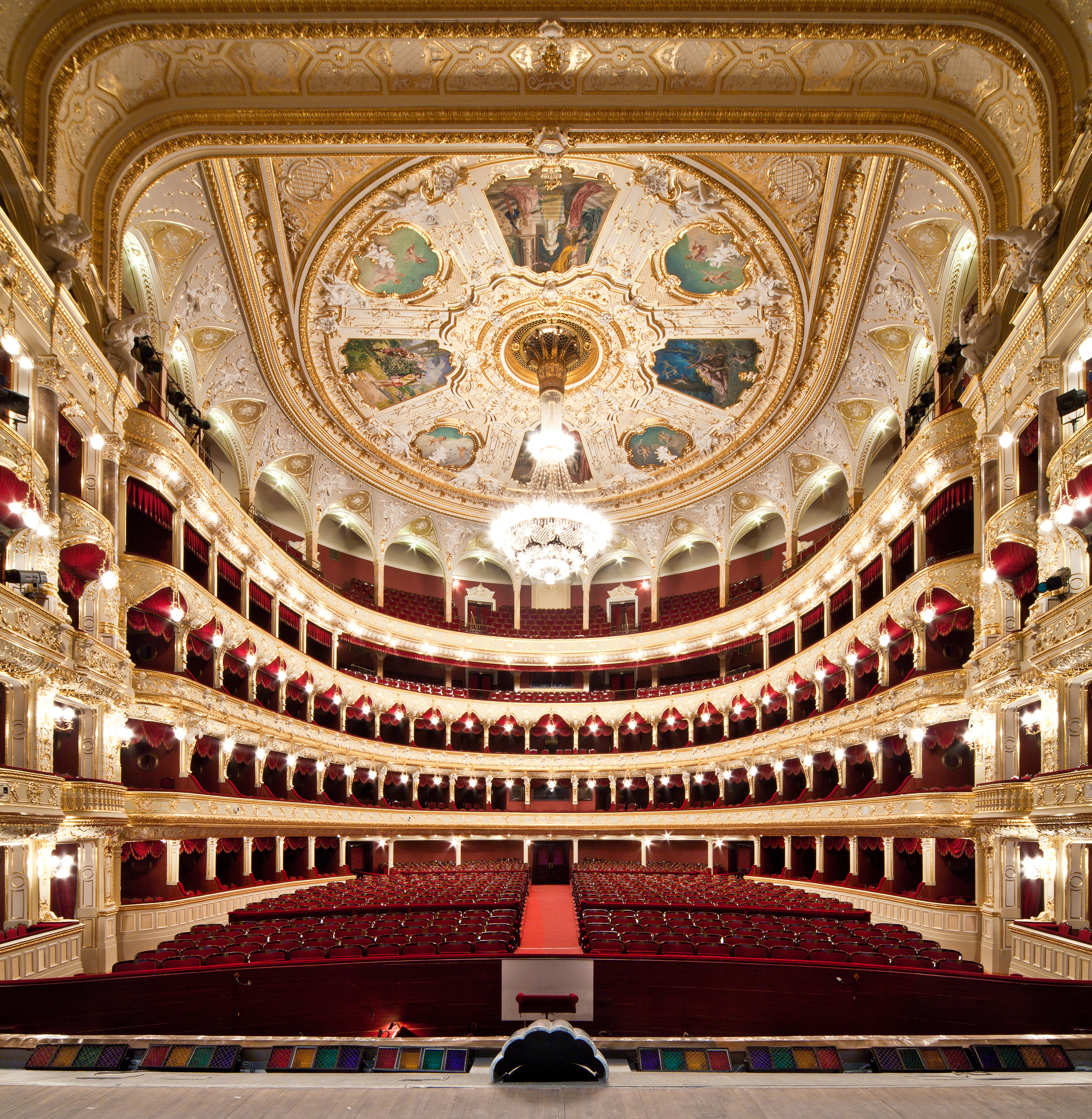
Théâtre d'opéra et de ballet d'Odessa.

La danse folklorique de scène ukrainienne commence à se transformer en son incarnation actuelle avant tout grâce au travail de Vassyl Verkhovynets (né Kostiv en 1880), acteur, chef de chœur et musicologue amateur. Verkhovynets acquiert une formation professionnelle dans le domaine des arts au sein de la troupe théâtrale de Mykola Sadovsky, qui incorporait elle-même un niveau distingué de danse folklorique dans ses productions de drames basés sur des thèmes folkloriques ukrainiens. Lors d'une tournée dans le centre de l'Ukraine avec la troupe de théâtre, Verkhovynets se dérobe chaque fois qu'il le peut et visite les villages entourant les villes dans lesquelles il se produit, afin d'apprendre et d'enregistrer les danses traditionnelles des villages. Son livre historique qu'il a basé sur cette recherche, Théorie de la danse folklorique ukrainienne (Teopiя Українського Hapoднoго Taнкa) (1919), réuni pour la première fois les différentes figures et leur terminologie désormais connues par les étudiants contemporains de la danse ukrainienne. Il modifie également fondamentalement la nature de la danse folklorique ukrainienne en plaçant des danses sur une scène (avec le public assis à l'avant, deux ailes et une toile de fond), et met en place une méthode de transcription des danses folkloriques, qui est ensuite utilisée à travers l'Union Soviétique. Ce livre a depuis été réimprimé cinq fois (la dernière fois en 1990) et reste un texte pédagogique de base de la danse ukrainienne.
L'histoire de la danse ukrainienne diverge à ce stade de la carrière de Vassyl Verkhovynets. En raison des séquelles de la révolution russe, elle se développera simultanément en Ukraine et en dehors du rideau de fer pendant plus de 40 ans. En Ukraine, Verkhovynets est resté impliqué dans la formation de la prochaine génération de danseurs, tandis qu'à l'extérieur de l'Ukraine, Vasyl Avramenko (en), s'appuyant sur le travail de Verkhovynets, développe la forme d'art dans la diaspora ukrainienne.

### Développement en Ukraine
Les chorégraphes classiques ukrainiens commencent à se tourner vers Vassyl Verkhovynets pour son expertise lors de l'incorporation de motifs folkloriques de plus en plus populaires dans leurs œuvres. En plus de personnalités reconnues telles que Vassyl Lytvynenko et Leonid Zhukov, des jeunes chorégraphes tels que Pavlo Virsky, Mykola Bolotov et Halyna Beryozova incoprorent des figures et des formes folkloriques dans leurs chorégraphies. Pendant cette période (l'entre-deux-guerres), le hopak en trois parties est développé par Verkhovynets.
En 1937, Pavlo Virsky et Mykola Bolotov fondent l'ensemble de danse folklorique d'État de la RSS d'Ukraine (uk), dans le but d'élever la danse folklorique à son plus haut niveau artistique et de la consolider en tant que forme d'art scénique viable. Bien que le groupe soit dissous pendant la Seconde Guerre mondiale, Lydia Chereshnova, qui avait dirigé l'Ensemble Ukrainien de Chant et de Danse divertissant les troupes pendant la guerre, le ramène à l'existence en 1951. Après une direction par Vakhtang Vronsky, du Théâtre de l'Opéra d'Odessa, pendant quelques saisons, Pavlo Virsky revient comme directeur artistique de l'ensemble de danse folklorique d'État de la RSS d'Ukraine de 1955 jusqu'à sa mort en 1975. Au cours de cette période, Pavlo Virsky fait preuve d'une grande créativité dans sa chorégraphie et propulse la danse folklorique ukrainienne à un niveau de renommée mondiale.
Parmi les autres chorégraphes et compagnies ukrainiennes notables, citons:
- La Chorale Folklorique Ukrainienne, fondée sous la direction de Hryhoriy Veryovka (uk) à Kharkiv en 1943, comprenant un contingent de danseurs sous la direction d'Oleksander Dmytrenko, Leonid Kalinin et plus tard O. Homyn.
- L'ensemble de danse et chant Chornohora, fondé par Yaroslav Chuperchuk en 1946 et renommé Halychyna en 1956.
- L'ensemble de danse Dnipropetrovsk, fondé à Dnipropetrovsk avant la Seconde Guerre mondiale et prospérant sous la direction de Kim Vasylenko à partir de 1947. Vasylenko écrit de nombreuses fois sur le thème de la danse folklorique ukrainienne, y compris le classique Lexique de la danse folklorique ukrainienne.
- L'ensemble de danse Yatran, fondé à Kirovohrad en 1949, qui acquiert une grande renommée à partir de 1957 sous la direction d'Anatoliy Krivokhyzha.

### Développement en Amérique du Nord
Les immigrants ukrainiens apportent leurs traditions sur les terres sur lesquelles qu'ils se sont installés, principalement au Canada, en Australie, aux États-Unis et en Amérique du Sud. De nombreuses danses de village survivent au voyage à l'étranger et conservent leur place traditionnelle lors des rassemblements communautaires (comme en témoigne le livre d'Andriy Nahachevskyy Social Dances of Ukrainian-Canadians). Cependant, c'est grâce au travail de Vassyl Avramenko que la danse ukrainienne prend pied en Occident, se développant en une forme d'art distincte.
Vassyl Avramenko (1895-1981) commence sa carrière en tant que professeur de danse dans un camp d'internement polonais en 1921, après avoir étudié les arts théâtraux à Kiev, puis avec la troupe de Mykola Sadovsky, où il rencontre et reçoit une formation de Vassyl Verkhovynets. Après la guerre, Avramenko fait une tournée dans l'ouest de l'Ukraine, enseignant là où il le peut, mais se met finalement à disperser la danse ukrainienne dans le monde entier. Après avoir voyagé à travers la Pologne, la Tchécoslovaquie et l'Allemagne, Avramenko va au Canada en 1925.
Avramenko crée une troupe de danse en enrôlant des immigrants locaux au Canada rapidement après son arrivée. Son zèle missionnaire étend vite une série d'écoles de danse à travers le Canada, y compris dans les villes de Toronto, Calgary, Oshawa, Hamilton, Fort William, Port Arthur, Kenora, Winnipeg, Edmonton, Yorkton, Regina, Vegreville, Canora, Dauphin, Windsor, et beaucoup d'autres.
Finalement, Avramenko crée des écoles aux États-Unis, notamment à New York City, Philadelphie, Detroit, Cleveland, Utica, Yonkers, Buffalo, Boston et d'autres.
Avramenko crée de nombreux groupes de danse ukrainiens au cours de sa vie. Nomade par nature, il reste souvent dans une région pendant seulement 2 à 3 mois d'affilée, ou à peu près aussi longtemps qu'il lui fallait pour enseigner l'ensemble de ses danses à un nouveau groupe d'étudiants. Lorsqu'il quitte finalement une ville, Avramenko nomme un chef pour continuer à enseigner les danses. Beaucoup de ces dirigeants nommés créent ensuite leurs propres groupes de danse ukrainiens. L'un de ces leaders est Chester Kuc, qui devient en 1959 le premier directeur artistique des danseurs Shumka ukrainiens et fonde la Cheremosh Ukrainian Dance Company (en) à Edmonton en 1969. En raison de cette approche « Johnny Appleseed» de sa forme d'art, Vassyl Avremenko est connu dans la diaspora ukrainienne comme le « père de la danse ukrainienne » et est crédité d'avoir répandu cette danse ukrainienne à travers le monde.
Les étudiants d'Avramenko font des tournées dans une grande partie de l'Amérique du Nord, se produisant avec un immense succès dans des lieux importants tels que les expositions universelles et la Maison-Blanche. En 1931, il réunit plus de 500 danseurs pour apparaître sur scène avec lui lors d'une somptueuse soirée de danse ukrainienne donnée au Metropolitan Opera House de New York. Avramenko se lance finalement dans la production cinématographique aux États-Unis, produisant des versions cinématographiques des opéras ukrainiens Natalka Poltavka et Cosaques en exil, ainsi que d'autres drames ukrainiens, mettant en vedette des immigrants ukrainiens et mettant toujours en avant la danse ukrainienne.
En 1978, l'Ukrainian Dance Workshop est lancé à New York par plusieurs professeurs de danse ukrainienne de premier plan en Amérique du Nord, dont Roma Pryma-Bohachevsky. Formé à Lviv, Vienne et plus tard à Winnipeg, Pryma-Bohachevsky fait le tour du monde avant de s'installer aux États-Unis et de devenir le professeur et chorégraphe de danse folklorique de scène ukrainienne le plus prolifique du pays. Pendant plus de vingt-cinq ans, sa direction de l'atelier de danse ukrainienne et de son ensemble de danse ukrainienne Syzokryli forme non seulement certains des meilleurs danseurs ukrainiens d'Amérique du Nord, mais attire également des danseurs déjà reconnus. Ce vivier de talents permet à Pryma-Bohachevsky de s'essayer à des chorégraphies toujours plus innovantes, évoquant des thèmes ukrainiens modernes tels que le meurtre du musicien au franc-parler Volodymyr Ivassiouk et la catastrophe de Tchernobyl. Après avoir formé la prochaine génération d'instructeurs de danse folklorique ukrainiens, créé de nombreuses écoles et intensifs d'enseignement, chorégraphié des centaines de danses et enseigné à des milliers d'étudiants, Pryma-Bohachevsky décède en 2004.

### Développement en Australie
L'une des figures de proue de l'enseignement de la danse ukrainienne en Australie était Vladimir Kania, qui organise son premier ensemble de danse pour adultes à Perth en 1951, et dirige cet ensemble et d'autres pendant des décennies. Kania est formé à la danse ukrainienne dans sa ville natale de Jarosław.
Natalia Tyrawski, qui fonde le Ballet national ukrainien (rebaptisé plus tard « Veselka ») en 1952 à Sydney, est une autre des premières innovatrices en Australie. Tyrawski étudie et joue professionnellement en Ukraine, et continue à enseigner la danse ukrainienne en Australie pendant près de cinquante ans.
Dans les années 1960, Vasyl Avramenko se rend en Australie et connaît des succès similaires en développant des danseurs sur un autre continent et en promouvant le style de danse folklorique de scène ukrainienne dont lui et Vassyl Verkhovynets avaient été les pionniers. La majeure partie de l'influence d'Avramenko en Australie découle de ses grands ateliers, auxquels participaient des étudiants de différents âges.
Marina Berezowsky déménage à Perth, en Australie, avec son mari en 1949, après avoir joué avec de nombreuses compagnies de danse en Ukraine. Après avoir beaucoup travaillé avec le West Australian Ballet et l'Australian Ballet School, elle fonde et devient directrice artistique et chorégraphe résidente de la Kolobok Dance Company à Melbourne en 1970, à la suite de tournées australiennes réussies par diverses compagnies internationales de danse folklorique. L'objectif de Kolobok est de donner une expression artistique aux diverses traditions de danse apportées en Australie par les Ukrainiens et d'autres immigrants.
La troupe de danse « Kuban Cossacks », formée en 1956 à Melbourne et dirigée par Wasyl et Lilly Kowalenko, obtient un succès international pour ses interprétations de danses et de chansons cosaques ukrainiennes. En 1989, la troupe était apparue dans 13 000 émissions en direct dans 30 pays et était apparue dans 160 émissions de télévision.

## Styles de danse régionaux
La danse folklorique ukrainienne est fondamentalement modifiée lorsqu'elle commence à être jouée sur scène, car elle se transforme en une nouvelle forme d'art : la danse folklorique de scène ukrainienne. Une fois que des maîtres de danse tels que Verkhovynets et Avramenko commencent à rassembler un répertoire de danses et à parcourir les terres ukrainiennes avec leurs troupes, enseignant des ateliers dans les villages au fur et à mesure, les variations régionales inhérentes qui découlaient de la nature improvisée des danses folkloriques ukrainiennes pré-modernes commencent lentement à s'estomper. Les types de danses que l'on verrait dans une partie du pays commencent à être exécutés dans d'autres parties du pays, et les « danses ukrainiennes » deviennent un groupe plus homogène.
L'Ukraine compte de nombreuses régions ethnoculturelles, dont beaucoup ont leur propre musique, dialecte, forme vestimentaire et figures de danse. La bourse de Verkhovynets et d'Avramenko, cependant, était principalement limitée aux villages du centre de l'Ukraine. Peu à peu, d'autres ont commencé à combler les lacunes de cette recherche, en étudiant les formes de danse des différents groupes ethniques de l'ouest de l'Ukraine, en publiant cette bourse et en fondant des ensembles de danse régionaux. La plupart de ces recherches, cependant, ont eu lieu après que Verkhovynets et Avramenko aient déjà fait une tournée en Ukraine, ce qui a limité les sources disponibles de connaissances sur la « danse traditionnelle » aux villages isolés ou aux communautés d'immigrants qui avaient quitté leurs territoires d'origine avant que Verkhovynets et Avramenko ne commencent leurs tournées.
En raison de la diffusion et de l'influence des premiers travaux de Verkhovynets et d'Avramenko, la plupart des danses représentant ces régions ethnoculturelles, telles qu'interprétées par les ensembles de danse folklorique de scène ukrainiens modernes, incorporent encore les pas de base des bihunets et du tynok, bien que de nouvelles variations entre les styles de danse « régionaux » se soient développés à la suite d'instructions et de chorégraphies de plus en plus avancées. Les danses d'histoire (de personnage), telles que les fables pantomimées, et les danses rituelles mises en scène ne sont pas nécessairement liées à des régions particulières.
Les costumes de scène adoptés par les ensembles de danse ukrainiens modernes sont basés sur les vêtements traditionnels, mais représentent une image idéalisée de la vie de village, avec des danseurs vêtus à l'identique de couleurs vives non ternies par le temps ou la nature. Bien que les pas de danse, les costumes et la musique diffèrent d'une danse à l'autre, il est important de réaliser que bon nombre de ces variations sont des constructions chorégraphiques modernes, des changements ayant été apportés pour faire progresser l'art plus que pour préserver les traditions culturelles.
Les « danses régionales » de la danse ukrainienne comprennent :

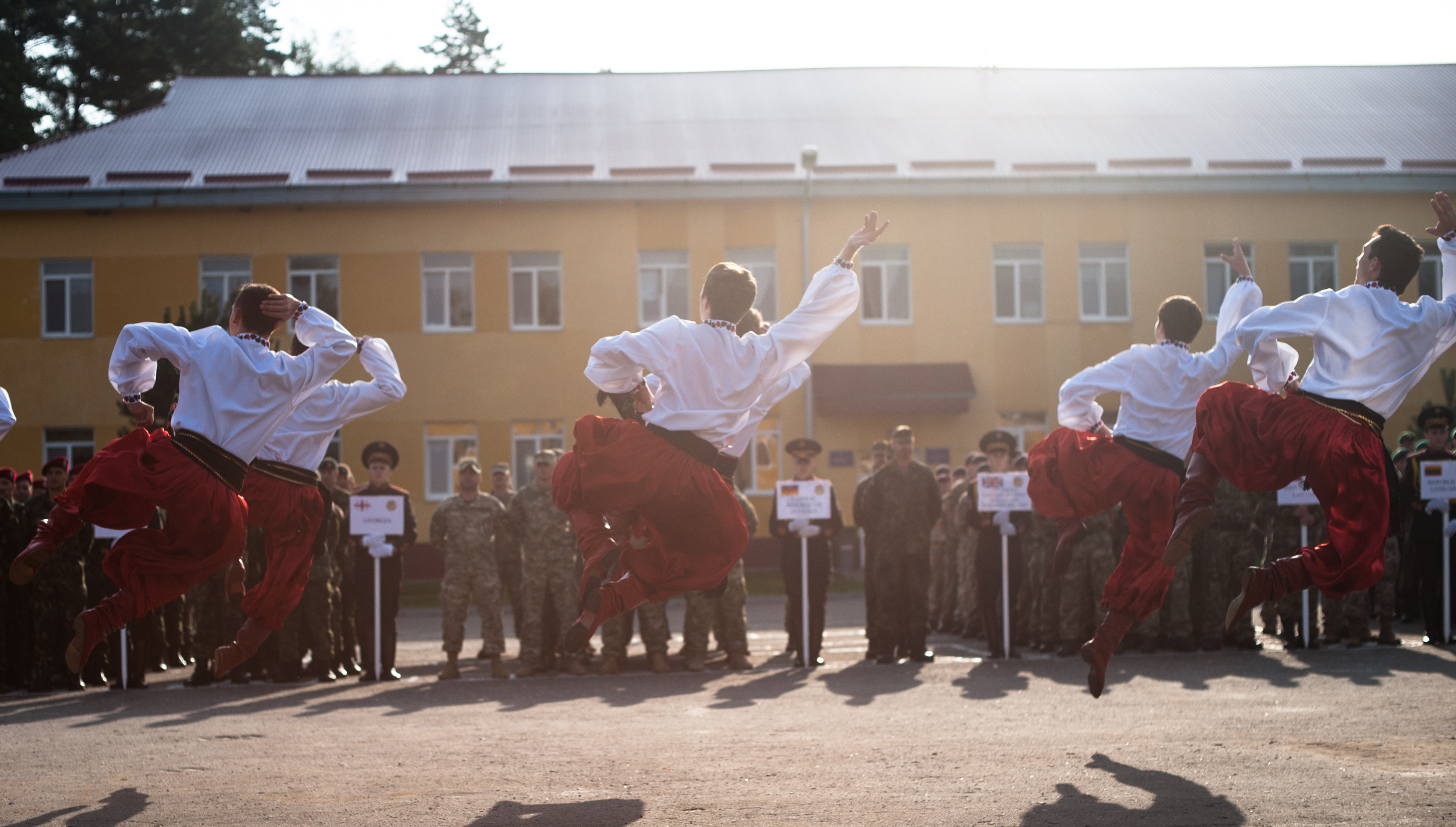
Kozak Hopak par l'Ensemble de danse militaire ukrainien

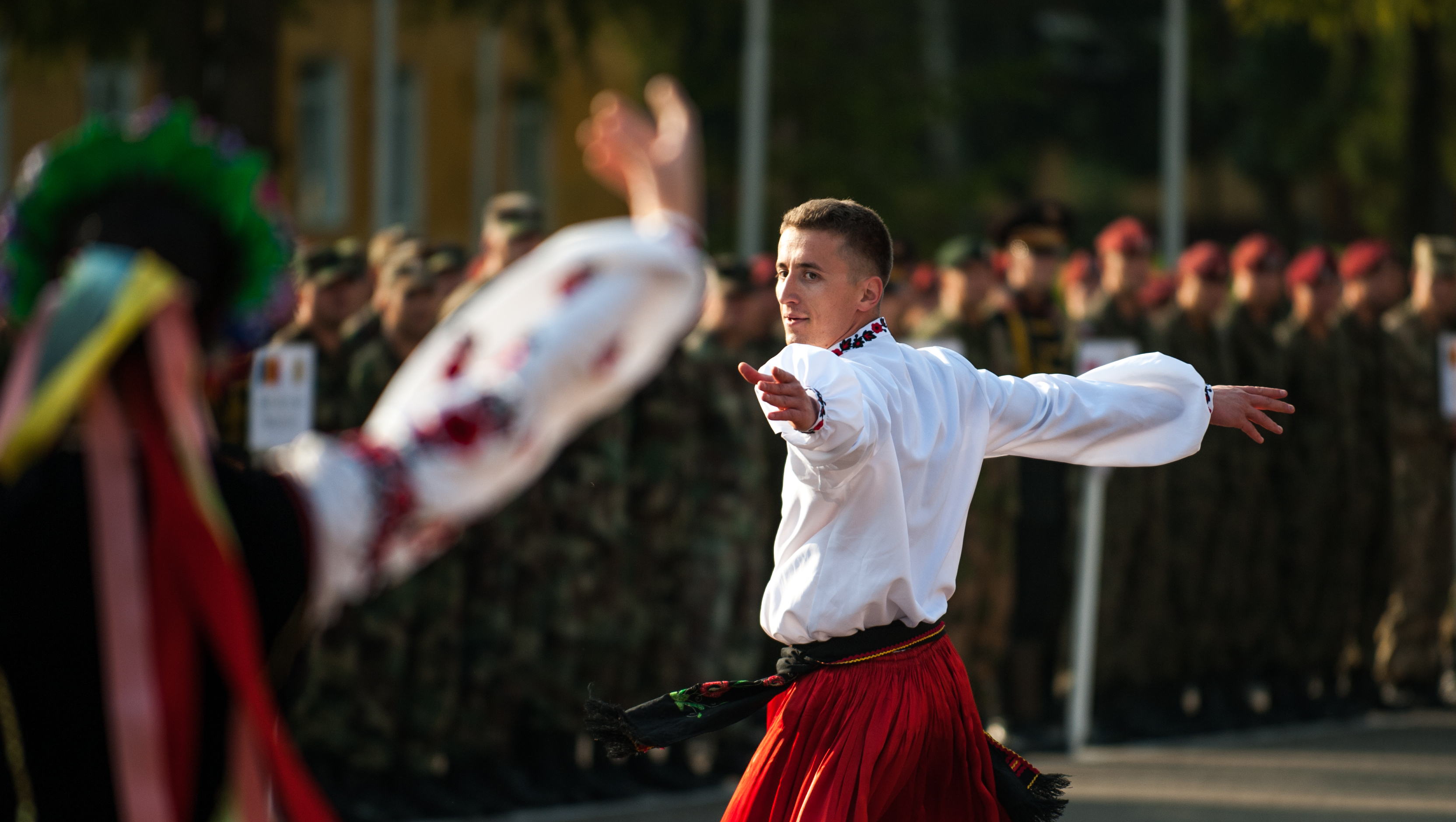
Kozak Hopak par l'Ensemble de danse militaire ukrainien

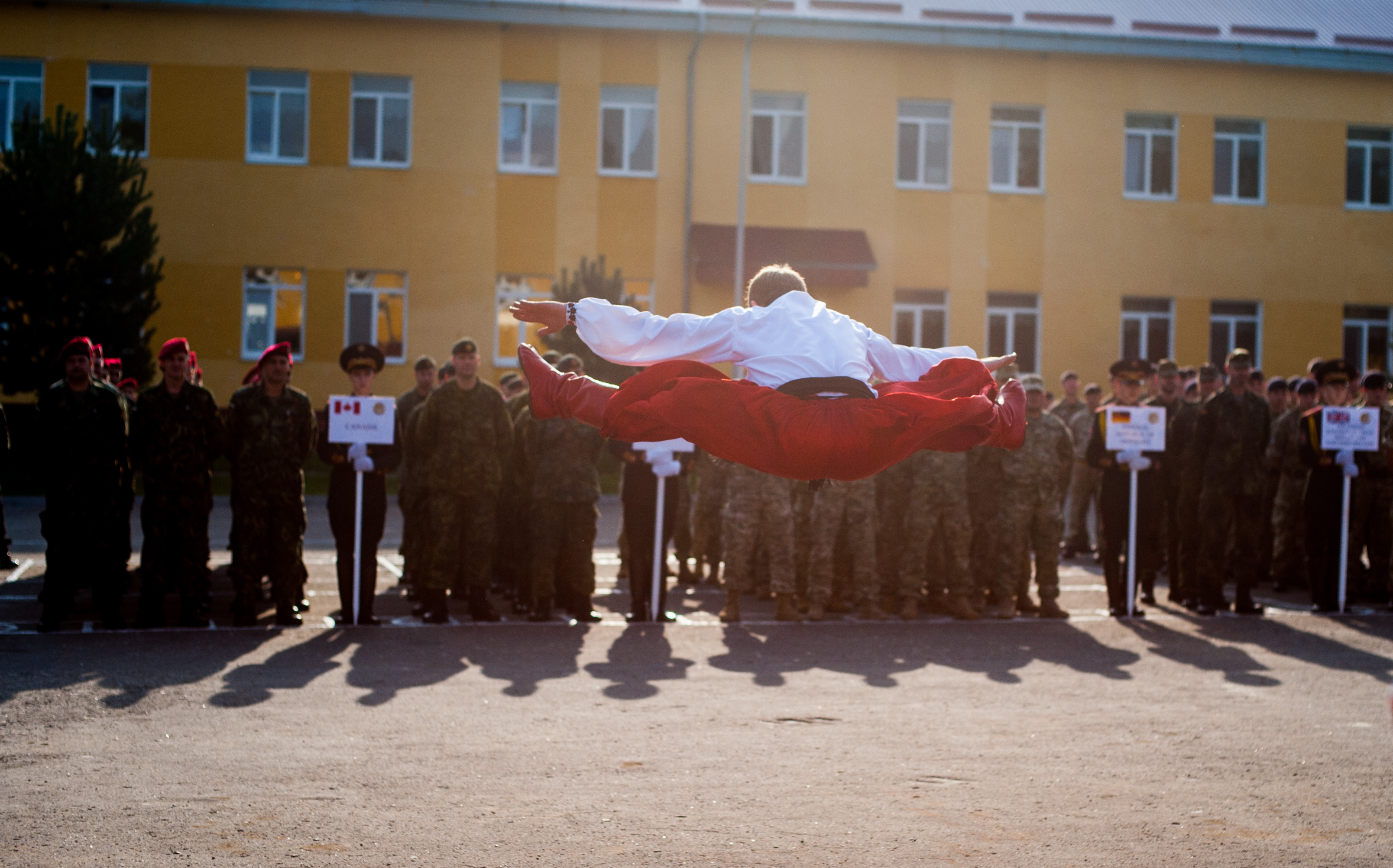
Kozak Hopak par l'Ensemble de danse militaire ukrainien

- Danses ukrainiennes centrales ou cosaques, représentant la culture et les traditions des ukrainiens cosaques (Kozaky), Poltava et d'autres terres ukrainiennes centrales entourant le fleuve Dniepr; ce sont les danses les plus communément associées à la danse ukrainienne. La culture du centre et de l'est de l'Ukraine se développe sous de nombreuses influences étrangères, dues à la fois au commerce et à l'invasion étrangère. La plus grande influence culturelle indigène était la société semi-militaire des Cosaques, dont l'amour des danses sociales engendre le hopak[a], le Kozachok[b], le Povzunets[c], le Chumaky[d], et bien d'autres. Les costumes des hommes pour ces danses sont inspirés de l'habillement cosaque, avec des bottes, une chemise confortable, une ceinture (poyas) nouée autour de la taille et un pantalon d'équitation ample (sharovary); les accessoires courants comprennent les pardessus, les chapeaux et les chachka (sabres). Les costumes des femmes présentent des variations plus subtiles puisque le chemisier de la femme affiche généralement plus de broderies que la chemise de l'homme, la jupe (plakhta) est tissée de divers motifs géométriques et colorés, et elles portent une coiffe de fleurs et de rubans (vinok). Toutes ces pièces peuvent varier d'un village à l'autre, voire selon une tradition familiale, bien que la plupart des ensembles professionnels habillent leurs interprètes de costumes identiques, pour des raisons esthétiques. Le style de ces danses est acrobatique et exigeant physiquement pour les hommes, qui sont souvent présentés individuellement ; les femmes ont traditionnellement joué des rôles secondaires, faisant preuve de grâce et de beauté tout en dansant souvent dans un unisson techniquement exigeant.
- Danses houtsoules, représentant la culture et les traditions de Hutsulshchyna. Alors que les danses houtsoules de Vasyl Avramenko sont des représentations notoirement inexactes des danses des Houtsoules, les montagnards qui habitent les Carpates, la demande de recherches supplémentaires pour combler les lacunes du travail initial de Verkhovynets a finalement suscité un regain d'intérêt pour les coutumes et traditions houtsoules, et bientôt les ensembles de danse houtsoules et carpatiennes se développent en le deuxième style le plus reconnaissable de la danse ukrainienne. Les danses bien connues de la région de Pocoutie sont la kolomyika[e] qui porte le nom de la plus grande ville de la région et la Kolomya; les Hutsulka[f]. La région montagneuse houtsoule d'Ukraine, Hutsulshchyna, est adjacente aux régions roumaines de Bucovine et de Marmatie, et les régions sont ethno-culturellement liées. Dans la représentation des danses houtsoules, les danseurs portent traditionnellement des mocassins en cuir connus sous le nom de postoly et des gilets décorés connus sous le nom de keptari. Les pantalons pour hommes ne sont pas aussi amples que les vêtements cosaques, et les femmes portent une jupe composée d'éléments à l'avant et à l'arrière, noués à la taille. Les costumes houtsoules incorporent traditionnellement des broderies orange, brunes, vertes et jaunes. Les danses houtsoules sont bien connues pour être vives et énergiques, caractérisées par un piétinement rapide et un jeu de jambes complexe, combinés à des mouvements verticaux rapides. Une danse houtsoule bien connue est l'arkan ('lasso', cf. roumain arcan), dans lequel des hommes dansent autour d'un feu.
- Danses de Transcarpatie, représentant la culture et les traditions de la Transcarpatie ukrainienne. Les danses de cette région sont connues pour leurs grands mouvements de balayage et leurs costumes colorés, le mouvement général étant « rebondissant ». Une danse caractéristique de cette région est la bereznianka.
- Danses de Bucovine, représentant la culture et les traditions de Bucovine, un plateau de transition entre l'Ukraine et la Roumanie, historiquement gouverné par la principauté roumaine de Moldavie, ainsi que par l'Empire des Habsbourg et les Tatars. Les danses ukrainiennes représentant la musique et la danse de Bucovine sont parsemées de dichotomies et de thèmes contrapuntiques, reflétant peut-être les histoires politiques de la région. Dans ces danses, les hommes et les femmes exécutent une variété de coups de pied. Habituellement, les coiffes des filles sont très distinctives, constituées de hautes tiges de blé, de plumes d'autruche ou d'autres protubérances uniques. La broderie sur les chemisiers et les chemises est généralement cousue avec des fils plus foncés et plus épais, et les jupes des femmes sont parfois ouvertes sur le devant, révélant un slip brodé.
- Danses Volyn', représentant la culture et les traditions de Volhynie. Cette région est située au nord-ouest de l'Ukraine. Les costumes représentatifs portés par les danseurs ukrainiens sont brillants et vifs, tandis que les pas de danse se caractérisent par des sauts énergiques, des jambes hautes et des bras énergiques. Les danses représentant cette région ont été influencées par les danses traditionnelles de la Pologne, en raison de la proximité géographique de la Volhynie avec la Pologne et de la domination étendue de la Pologne sur la région.
- Danses polésiennes, représentant la culture et les traditions de la Polésie. Les pas de la danse polésienne tels que représentés par les danseurs ukrainiens sont généralement très rebondissants et mettent l'accent sur le mouvement du genou haut. Les costumes intègrent souvent le blanc, le rouge et le beige comme couleurs principales, et les filles portent souvent des tabliers. Une danse populaire polésienne est appelée mazurochky.
- Danses lemko, représentant la culture et les traditions de Lemkivshchyna. La région ethnographique des Lemkos se situe principalement en Pologne, avec une petite partie à l'intérieur des frontières ukrainiennes actuelles. Relativement isolé des Ukrainiens de souche, le peuple Lemko a un mode de vie et une ethnographie singuliers, comme celui des Houtsoules, que les chorégraphes de danse ukrainiens se plaisent à représenter. Les costumes de danse représentent généralement les hommes et les femmes avec des gilets courts, le style de danse étant à la fois léger et vivant.
- Danses podolliennes, représentant la culture et les traditions de Podolie.
- Dances boykos, représentant la culture et les traditions des Boykos.
- Danses tziganes, représentant la culture et les traditions de l'Ukraine Tsyhany : Le peuple rom vit en Ukraine depuis des siècles. Les habitants des montagnes des Carpates ont même développé leur propre dialecte de la langue rom, ainsi que des coutumes et des danses traditionnelles limitées à leurs propres villages. De nombreux ensembles de danse folklorique de scène ukrainiens ont incorporé des danses stylisées Tsyhans'ky (« tzigane ») dans leur répertoire[g].

### En anglais
- Lawson, Joan (1953). La danse folklorique européenne : ses caractéristiques nationales et musicales, Sir Isaac Pitman and Sons Ltd. (ISBN 0-273-41271-X).
- Lawson, Joan (1964). Danses soviétiques (choisi et traduit du livre, Danses folkloriques de l'URSS par T. Tkachenko), Société impériale des professeurs de danse.
- Shatulsky, Myron (1980). La danse folklorique ukrainienne, Kobzar Publishing Co. Ltd. (ISBN 0-9692078-5-9).
- Zerebecky, Bohdan (1985). Livrets de ressources sur la danse ukrainienne, séries I-IV, Comité canadien ukrainien, Conseil provincial de la Saskatchewan.

### Enukrainien
- Avramenko, Vasyl (1947). Danses, musique et costumes nationaux ukrainiens (Українські Національні Танки, Музика, і Cтрій), National Publishers, Ltd.
- Humeniuk, Andriy (1962). Danses folkloriques ukrainiennes (Українські Hароднi Танцi), Académie des sciences ukrainiennes de la RSS.
- Humeniuk, Andriy (1963). Art chorégraphique populaire d'Ukraine (Hароднe Xореографiчнe Mиcтeцтвo України), Académie des sciences de la RSS d'Ukraine.
- Nahachevskyy, Andriy (2001). Danses sociales des Ukrainiens-Canadiens (Пoбytoвi Танцi Кaнaдськиx Українцiв), Rodovid. (ISBN 966-7845-01-X).
- Pihuliak, Ivan (1979). Wasyl Avramenko et la renaissance de la danse nationale ukrainienne, partie 1 (Василь Авраменко та Відродження Українського Танку, Частина Перша), publié par l'auteur.
- Poliatykin, Mykola. Danses folkloriques de Volyn' et Volyn'-Polissia (Hароднi Танцi Вoлинi i Вoлинського Пoлiccя y зaпиcax Mиkoли Пoляткiнa), Volyn' Oblast Publishers. (ISBN 966-361-031-X)
- Stas'ko, Bohdan (2004). Arts chorégraphiques d'Ivano-Frankivs'k (Xореографiчнe Mиcтeцтвo Iвaнo-Фpaнкiвщини), Lyleya NV. (ISBN 966-668-056-4).
- Vasylenko, Kim (1971). Lexique de la danse folklorique ukrainienne (Лeкcикa Українського Hapoднo-Cцeнiчнoго Taнцю), Art.
- Verkhovynets', Vasyl' (1912). Mariage ukrainien (Українськe Вeciлля).
- Verkhovynets', Vasyl'(1919). Théorie de la danse folklorique ukrainienne (Teopiя Українського Hapoднoго Taнкa).
- Verkhovynets', Vasyl' (1925). Vesnyanochka (Becнянoчкa) Éditeurs d'État de l'Ukraine.
- Zaitsev, Evhen (1975). Fondamentaux de la danse folklorique (Ocнoви Hapoднo-Cцeнiчнoго Taнцю), Livres 1 et 2. Bibliothèque d'art amateur, nos 1 et 4.

### Enpolonais
- Harasymchuk, Roman (1939). Danses Hutsul (Tance Huculskie).

### Enrusse
- Vasylenko, Kim (1981). Danse folklorique ukrainienne (Украинский нapoдньiй тaнeц), Samodeatelniy teatr : Repertuar i metodyka.
- Tkatchenko, T. (1954). Danse folklorique (Hapoдньiй Taнeц), Art.

### Sur internet
- Régions d'Ukraine/Costumes :
  - Région de Boïko
  - Bucovine
  - Région de Dnipropetrovsk
  - Région houtsoul
  - Volyn'
  - Transcarpatie
  - Ukrainien central : Costume Hopak
  - Costume de Bucovine